# Eremoplana infelix
Eremoplana infelix — один з двох видів богомолів роду Eremoplana. Великого розміру богомоли, крила сильно вкорочені в самиць, довше за середину черевця в самців. Мешкають у сухих степах та на скелях. Поширені на Близькому Сході та в Північно-Східній Африці.

## Опис
Великого розміру богомоли з жовтуватим тілом довжиною 7,7 см у самців, 9-12 см у самиць. Голова широка, фасеткові очі виступають, округлі. Передньогруди дуже довгі, у самиці бічний край сильно зазубрений спереду, а позаду з чорнуватими шипами. Передні тазики сильно зазубрені, з верхівковими лопатями та трьома тонкими темними перепасками. Передні стегна тонкі, звужені біля основи, з 4 дискоїдальними та 4 зовнішніми шипами, шипи з чорними верхівками. Передні гомілки з 8 зовнішніми шипами. Середні та задні ноги дуже довгі. Крила сильно вкорочені в самиць, довше за середину черевця в самців. Передні крила самців прозорі, самиць матові. У самиці на надкрилах темна перепаска на вершині, за нею ще одна бурувата, а біля основи наявна невелика пляма; вздовж заднього краю надкрила фіолетово-чорні. Задні крила самиць фіолетово-бурі, з двома білуватими плямами Черевце тендітне, трохи веретеноподібне в самиці.

## Спосіб життя
Зустрічаються на кущах у сухих місцевостях, зокрема в Йорданії мешкають на колючих рослинах Sarcopoterium spinosum та лищиці арабській (Gypsophila arabica). Повільно пересуваються по рослині, полюють з засідки, переважно на прямокрилих комах. Самці непогано літають, особливо в теплі літні ночі. У неволі спостерігається статевий канібалізм. Трапляються цілорічно. Самиці відкладають яйця в жовтні-листопаді.

## Ареал
Населяє Північно-Східну Африку та Близький Схід. Ареал охоплює Єгипет, східний Судан, Ізраїль, Йорданію, Палестину, Ліван, Саудівську Аравію.